# Таслі (Вірджинія)
Таслі (англ. Tasley) — переписна місцевість (CDP) в США, в окрузі Аккомак штату Вірджинія. Населення — 222 особи (2020).

## Географія
Таслі розташоване за координатами 37°42′45″ пн. ш. 75°41′49″ зх. д. / 37.71250° пн. ш. 75.69694° зх. д. (37.712450, -75.697033).  За даними Бюро перепису населення США в 2010 році переписна місцевість мала площу 2,76 км², уся площа — суходіл.

## Демографія
Згідно з переписом 2010 року, у переписній місцевості мешкало 300 осіб у 120 домогосподарствах у складі 73 родин. Густота населення становила 109 осіб/км².  Було 147 помешкань (53/км²).
Расовий склад населення:
| - 48,7 % — чорних або афроамериканців - 40,0 % — білих - 1,3 % — корінних американців - 0,7 % — азіатів - 4,3 % — осіб інших рас |

До двох чи більше рас належало 5,0 %. Частка іспаномовних становила 15,0 % від усіх жителів.
За віковим діапазоном населення розподілялося таким чином: 25,3 % — особи молодші 18 років, 59,0 % — особи у віці 18—64 років, 15,7 % — особи у віці 65 років та старші. Медіана віку мешканця становила 38,0 року. На 100 осіб жіночої статі у переписній місцевості припадало 94,8 чоловіків;  на 100 жінок у віці від 18 років та старших — 100,0 чоловіків також старших 18 років.
Середній дохід на одне домашнє господарство  становив 33 115 доларів США (медіана — 35 375), а середній дохід на одну сім'ю — 32 334 долари (медіана — 26 467). За межею бідності перебувало 12,7 % осіб, у тому числі 0,0 % дітей у віці до 18 років та 0,0 % осіб у віці 65 років та старших.
Цивільне працевлаштоване населення становило 84 особи. Основні галузі зайнятості: освіта, охорона здоров'я та соціальна допомога — 40,5 %, публічна адміністрація — 23,8 %, виробництво — 23,8 %.